# Nationale Sluitingsprijs
Nationale Sluitingsprijs (nederländska) eller Prix national de clôture (franska), på svenska ungefär "Nationella avslutningspriset", är ett belgiskt endagslopp i landsvägscykling som avhållits årligen sedan 1929, med undantag för avbrott under andra världskriget och coronapandemin. Namnet kommer från att det hålls i oktober och avslutar den belgiska landsvägssäsongen. Loppet har start och mål i Putte-Kapellen och kallas därför ofta bara "Putte-Kapellen". När UCI Europe Tour instiftades 2005 inkluderades loppet och klassificeras sedan dess som 1.1.

## Podieplaceringar
| År         | Vinnare                | Tvåa                  | Trea                 |
| 1929       | Alexander Maes         | Armand Van Bruaene    | August Reyns         |
| 1930       | Georges Ronsse         | Godfried De Vocht     | Louis Delannoy       |
| 1931       | Godfried De Vocht      | Jules Deschepper      | Odiel Van Hevel      |
| 1932       | Leo De Rijck           | August Verdijck       | Cornelius Leemans    |
| 1933       | Leo De Rijck           | Louis Duerloo         | Jérôme France        |
| 1934       | Jozef Horemans         | Frans Dictus          | Louis Rolus          |
| 1935       | Gustave Reyns          | Frans Dictus          | Louis Rolus          |
| 1936       | Frans Dictus           | Michel D'Hooghe       | Albert Gijsen        |
| 1937       | Karel Kaers            | Stan Lauwers          | Louis Duerloo        |
| 1938       | Albert Gijsen          | Frans Binnemans       | Kemper Horemans      |
| 1939- 1942 | ej avhållet            |                       |                      |
| 1943       | Frans Hotag            | Martin Van Den Broeck | Leopold Verschueren  |
| 1944       | ej avhållet            |                       |                      |
| 1945       | Theo Middelkamp        | Frans Knaepkens       | Bernard Francken     |
| 1946       | Victor Jacobs          | Jef Mertens           | Omer Mommerency      |
| 1947       | Albert Ramon           | Désiré Marien         | Emile Rogiers        |
| 1948       | Léon Daenekynt         | Jozef Van Staeyen     | Robert Minnaert      |
| 1949       | André Declerck         | René Janssens         | Omer Braeckeveldt    |
| 1950       | Arthur Mommerency      | Omer Braeckeveldt     | Juul Huvaere         |
| 1951       | René Janssens          | Henri Van Kerckhove   | Marcel Hendrickx     |
| 1952       | René Janssens          | Hilaire Couvreur      | Henri Van Kerckhove  |
| 1953       | Jozef Schils           | Frans Loyaerts        | Karel De Baere       |
| 1954       | Jean Bogaerts          | Jozef De Feyter       | Joseph Wauters       |
| 1955       | Karel De Baere         | Pino Cerami           | Martin Van Geneugden |
| 1956       | Roger Verplaetse       | Rik Van Looy          | André Vlayen         |
| 1957       | Roger Decock           | Maurice Meuleman      | Karel De Baere       |
| 1958       | Karel De Baere         | Jozef Schils          | Rik Van Looy         |
| 1959       | Joseph Planckaert      | Petrus Oellibrandt    | Jo de Haan           |
| 1960       | Emile Daems            | Jean-Baptiste Claes   | Jan Zagers           |
| 1961       | Piet Rentmeester       | Robert De Middeleir   | Louis Proost         |
| 1962       | Ludo Janssens          | Gustaaf Desmet        | Benoni Beheyt        |
| 1963       | Gustaaf Desmet         | Etienne Vercauteren   | Theo Mertens         |
| 1964       | Gustaaf Desmet         | Benoni Beheyt         | Jozef Verachtert     |
| 1965       | Frans Brands           | Noël Foré             | Armand Desmet        |
| 1966       | Henk Nijdam            | Gustaaf Desmet        | Roger De Wilde       |
| 1967       | Eddy Merckx            | Jos Boons             | René Corthout        |
| 1968       | Frans Brands           | Julien Stevens        | Jozef Huysmans       |
| 1969       | René Pijnen            | Willy De Geest        | Fernand Hermie       |
| 1970       | Daniel Van Ryckeghem   | Pieter Nassen         | Dani Verplancke      |
| 1971       | Roger Swerts           | Etienne Antheunis     | Gerben Karstens      |
| 1972       | Gustaaf Van Roosbroeck | Eddy Merckx           | Walter Godefroot     |
| 1973       | Gustaaf Van Roosbroeck | Dirk Baert            | Fernand Hermie       |
| 1974       | Frans Van Looy         | Pierre Tosi           | Cees Bal             |
| 1975       | Johan van Katwijk      | Etienne Van Der Helst | Ludo Peeters         |
| 1976       | Herman Van Springel    | Frans Van Vlierberghe | Adri Schipper        |
| 1977       | Frans Van Looy         | Eddy Verstraeten      | Willem Peeters       |

| År         | Vinnare                 | Tvåa                 | Trea                        |
| 1978       | Jos Jacobs              | Hendrik Caethoven    | Danny Ameloot               |
| 1979       | Frans Van Looy          | Fedor den Hertog     | Willy Teirlinck             |
| 1980       | Patrick Lerno           | Dirk Heirweg         | Ronny Van Marcke            |
| 1981       | Jan Bogaert             | William Tackaert     | Luc Colijn                  |
| 1982       | Luc Colijn              | Alain Desaever       | Patrick Cocquyt             |
| 1983       | Adrie van der Poel      | Ludo De Keulenaer    | Leo van Vliet               |
| 1984       | Dirk Heirweg            | Ludo De Keulenaer    | Jean-Marie Wampers          |
| 1985       | Jean-Marie Wampers      | Eddy Van Hoof        | Eddy Vanhaerens             |
| 1986       | Adrie van der Poel      | René Martens         | Jacques Hanegraaf           |
| 1987       | Adrie van der Poel      | Henri Mannaerts      | Gerrie Knetemann            |
| 1988       | Jerry Cooman            | Michel Cornelisse    | Hans Daams                  |
| 1989       | Benjamin Van Itterbeeck | Marnix Lameire       | Patrice Bar                 |
| 1990       | Ludo Giesberts          | Hendrik Redant       | Dirk Heirweg                |
| 1991       | Herman Frison           | Kees Hopmans         | Peter Spaenhoven            |
| 1992       | Paul Haghedooren        | Michel Cornelisse    | Niko Eeckhout               |
| 1993       | Wim Omloop              | Peter Spaenhoven     | Edwig Van Hooydonck         |
| 1994       | Maarten den Bakker      | Adrie van der Poel   | Servais Knaven              |
| 1995       | Tom Steels              | Jelle Nijdam         | Marat Ganejev               |
| 1996       | Peter Spaenhoven        | Michael van der Wolf | Robbie Vandaele             |
| 1997       | John Talen              | Geert Omloop         | Bart Heirewegh              |
| 1998       | Wilfried Peeters        | Andreas Beikirch     | Steven de Jongh             |
| 1999       | Dave Bruylandts         | Steven de Jongh      | Koen Beeckman               |
| 2000       | Steven de Jongh         | Aart Vierhouten      | Wilfried Peeters            |
| 2001       | Wesley Van Speybroeck   | Christoph Roodhooft  | Donatas Virbickas           |
| 2002       | Geert Omloop            | Roy Sentjens         | Gorik Gardeyn               |
| 2003       | Nick Nuyens             | Max van Heeswijk     | Remco van der Ven           |
| 2004       | Max van Heeswijk        | Steven de Jongh      | Hans Dekkers                |
| 2005       | Gert Steegmans          | Roger Hammond        | Rudie Kemna                 |
| 2006       | Gorik Gardeyn           | Benny De Schrooder   | Andy Cappelle               |
| 2007       | Floris Goesinnen        | Roy Sentjens         | Kristof Goddaert            |
| 2008       | Hans Dekkers            | Tom Boonen           | Tom Veelers                 |
| 2009       | Denis Flahaut           | Stefan van Dijk      | James Vanlandschoot         |
| 2010       | Adam Blythe             | Wouter Weylandt      | Stefan van Dijk             |
| 2011       | Jauhen Hutarovitj       | Joeri Stallaert      | Wim Stroetinga              |
| 2012       | Wim Stroetinga          | Michael Van Staeyen  | Stefan van Dijk             |
| 2013       | Jens Debusschere        | Timothy Dupont       | Reinardt Janse van Rensburg |
| 2014       | Jens Debusschere        | Tom Van Asbroeck     | Jonas Van Genechten         |
| 2015       | Nacer Bouhanni          | Tom Van Asbroeck     | Jens Debusschere            |
| 2016       | Roy Jans                | Timothy Dupont       | Moreno Hofland              |
| 2017       | Arvid de Kleijn         | Coen Vermeltfoort    | Timothy Dupont              |
| 2018       | Taco van der Hoorn      | Piotr Havik          | Cees Bol                    |
| 2019       | Piotr Havik             | Luke Mudgway         | Lionel Taminiaux            |
| 2020- 2021 | ej avhållet             | ej avhållet          | ej avhållet                 |
| 2022       | Arne Marit              | Coen Vermeltfoort    | Milan Fretin                |
| 2023       | Coen Vermeltfoort       | David van der Poel   | Jordan Habets               |
| 2024       | Timo de Jong            | Ylber Sefa           | Peter Schulting             |